# Basterdwederik
Basterdwederik (Epilobium) is een groot geslacht uit de teunisbloemfamilie (Onagraceae) met ongeveer 200 soorten wereldwijd. Er zijn echter meningsverschillen over de juiste afbakening van dit geslacht. Zo wordt de soort wilgenroosje in de Flora van België, het Groothertogdom Luxemburg, Noord-Frankrijk en de aangrenzende gebieden wel tot dit geslacht gerekend als Epilobium angustifolium en in de Heukels' Flora van Nederland tot een ander geslacht als Chamerion angustifolium. In de Benelux telt dit geslacht negen tot elf soorten.
Het geslacht bestaat voor een groot deel uit vele kleinbloemige soorten met kroonbladen van maximaal 1 cm. Deze soorten die in het Nederlands de naam 'basterdwederik' dragen lijken heel veel op elkaar en zijn alleen te onderscheiden door nauwkeurig de kenmerken te onderzoeken.
De bloemen van dit geslacht zijn roze tot soms bijna wit. De bloemkroon telt bij bijna alle vier kroonbladen, behalve bij het harig wilgenroosje. De kroonbladen zijn aan de top ingesneden. Ze doen daardoor aan een hart denken. De stempel kan de vorm van een knots of van een kruis hebben, wat een onderscheidingskenmerk is bij de kleinbloemige soorten. De stengels zijn behaard en sommige soorten beschikken over klierharen. De stengel kan kantig door verheven lijnen of rolrond zijn. De bladeren zijn vaak eirond-lancetvormig, maar sommige soorten hebben wat bredere bladeren zoals de bleke basterdwederik en de bergbasterdwederik en andere weer wat smaller, zoals bij de moerasbasterdwederik.
Veel basterdwederiken hebben wortelstokken, die vaak in de zomer en najaar knoppen vormen om te overwinteren.
Het zaad bevindt zich in langwerpige doosvruchten, die bij het opengaan in vieren splijt. Het zaad dat is uitgerust met vruchtpluis kan ontsnappen en meegevoerd worden door de wind. Bij sommige soorten is het zeer talrijk.
Epilobium is van oorsprong een Oudgriekse naam: epi-lob-ion, op een hauw een viool wil dat zeggen.

## Heukels
In de twintigste druk van de Heukels' Flora van Nederland van 1983 zijn alle soorten die in het Nederlands de naam basterdwederik droegen omgedoopt tot wilgeroosje. De naam basterdwederik was toch wat al te weerbarstig voor roze bloempjes met hartvormige kroonblaadjes, zo werd gezegd. De naam basterdwederik heeft echter wel degelijk betekenis. Basterd wil zeggen 'niet de echte wederik', die in de volksgeneeskunst werd toegepast. Wederik heeft weer bladeren, die wat aan die van de wilg doen denken. In de 21e druk is de naamswijziging ongedaan gemaakt en sindsdien heten de kleinbloemige soorten weer basterdwederik.

## Soorten
Bij het determineren van de soorten vormen naast de eenvormigheid van de kleinbloemige soorten ook nog de vele kruisingen tussen de soorten een probleem.
- Beklierde basterdwederik (Epilobium ciliatum)
- Bergbasterdwederik (Epilobium montaum)
- Bleke basterdwederik (Epilobium roseum)
- Donkergroene basterdwederik (Epilobium obscurum)
- Harig wilgenroosje (Epilobium hirsutum)
- Kantige basterdwederik (Epilobium tetragonum)
- Kruipende basterdwederik (Epilobium inornatum uit Nieuw-Zeeland, verwilderd)
- Lancetbladige basterdwederik (Epilobium lanceolatum)
- Moerasbasterdwederik (Epilobium palustre)
- Rozemarijn wilgenroosje (Epilobium dodonaei, een synoniem is Chamerion dodonaei)
- Viltige basterdwederik (Epilobium parviflorum)

Chamerion (synoniem: Chamaenerion):
- Wilgenroosje (Chamerion angustifolium wordt door sommigen als Epilobium angustifolium ook tot dit geslacht gerekend)
- Fleischers wilgenroosje (Chamerion fleischeri wordt door sommigen als Epilobium fleischeri of Epilobium dodonaei ook tot dit geslacht gerekend)